# Tizoc (film)
Pour plus de détails, voir Fiche technique et Distribution.
Tizoc est un film mexicain réalisé par Ismael Rodríguez, sorti en 1957.

## Synopsis
L'histoire d'un Indien qui donne sa vie pour l'amour d'une femme blanche, la confondant avec la Vierge Marie. Il lutte contre la société et les préjugés. Il croit qu'elle va l'épouser quand elle lui donne son mouchoir...

## Fiche technique
- Titre : Tizoc
- Réalisation : Ismael Rodríguez
- Scénario : Ismael Rodríguez, Ricardo Parada de León, Manuel R. Ojeda et Carlos Orellana
- Production : Antonio Matouk
- Musique : Raúl Lavista
- Photographie : Fernando Martínez Álvarez et Alex Phillips
- Pays de production : Mexique
- Format : Couleurs - Mono
- Genre : Drame, romance
- Durée : 109 minutes
- Date de sortie : 1957

## Distribution
- Pedro Infante : Tizoc
- María Félix : María
- Alicia del Lago : Machinza
- Eduardo Fajardo : Arturo
- Julio Aldama : Nicuil
- Andrés Soler : Fray Bernardo

## Récompenses
- Ours d'argent du meilleur acteur pour Pedro Infante à la Berlinale 1957.
- Golden Globe du meilleur film étranger ex-aequo.
- Ariel d'Or pour Ismael Rodríguez.